# Prodiplosis falcata
Prodiplosis falcata är en tvåvingeart som beskrevs av Gagne 1986. Prodiplosis falcata ingår i släktet Prodiplosis och familjen gallmyggor.
Artens utbredningsområde är Kalifornien. Inga underarter finns listade i Catalogue of Life.